# Список умерших в 1505 году
В этой статье представлен список известных людей, умерших в 1505 году.
См. также: Категория:Умершие в 1505 году

## Январь
- 25 января — Эрколе I д’Эсте — представитель итальянского дворянского роде д'Эсте, герцог Модены (1471), Феррары и Реджо-нель-Эмилия.

## Февраля
- 4 февраля — Жанна Французская — французская королева, католическая святая.

## Апрель
- 27 апреля — Константин II — царь Картли 1478—1505, внук царя Александра I Великого.

## Август
- 30 августа — Елизавета Габсбург — королева Польши, дочь императора Священной Римской империи Альбрехта II, жена Казимира IV.

## Октябрь
- 27 октября — Иван III Васильевич — великий князь московский с 1462 по 1505 год, сын московского великого князя Василия II Васильевича Тёмного.

## Декабрь
- 4 декабря — Геннадий Новгородский — епископ Русской Церкви; Новгородский архиепископ; создатель первого полного библейского кодекса в России, автор посланий.
- 25 декабря — Джордж Грей, 2-й граф Кент — сын Эдмунда Грея, 1-го графа Кента и леди Кэтрин Перси.